# Auraeus Solito
Auraeus Solito, né en 1969 à Manille, est un réalisateur philippin.

## Biographie
Auraeus Solito fait ses études à la Philippine Science High Scool, puis à l'université. Il apprend le cinéma au Mowenlfund Institute. Après avoir passé sept ans dans l'île de Palawan, il réalise un premier documentaire primé à Montréal : Basal Banar, the Sacred Ritual of Truth.
Avec son premier long métrage de fiction, L'Éveil de Maximo Oliveros, traitant de l'homosexualité d'un jeune adolescent de Manille, il remporte de nombreux prix à travers le monde, notamment trois lors de la Berlinale 2006.
Philippine Science, tourné en 2006 et sorti en 2007, est en compétition au FICA en 2008.
Auraeus Solito a récemment[Quand ?] terminé un programme de développement du scénario au Binger Film Lab à Amsterdam.
Son dernier film sorti en 2011, Busong (Palawan Destin), a été sélectionné à la Quinzaine des réalisateurs de Cannes.
Le chapitre « Healing and Decolonization » de l'ouvrage académique Cinemas of Therapeutic Activism: Depression and the Politics of Existence (Amsterdam University Press, 2020) propose une analyse du film Busong.

## Filmographie
- 1995 : Suring at ang kuk-ok (court métrage)
- 2002 : Basal Banar, the Sacred Ritual of Truth (documentaire)
- 2005 : L'Éveil de Maximo Oliveros (Ang Pagdadalaga ni Maximo Oliveros)
- 2006 : Tuli
- 2007 : Philippine Science (Pisay)
- 2009 : Boy
- 2011 : Busong
- 2011 : 60 Seconds of Solitude in Year Zero (un segment d'une minute du film collectif)